# 7393 Luginbuhl
7393 Luginbuhl (1984 SL3) là một tiểu hành tinh vành đai chính được phát hiện ngày 28 tháng 9 năm 1984 bởi B. A. Skiff ở trạm Anderson Mesa thuộc Đài thiên văn Lowell.